# Kanton Diksmuide
Kanton Diksmuide is een kanton in de Belgische provincie West-Vlaanderen en het arrondissement Diksmuide. Het is de bestuurslaag boven die van de steden Diksmuide en Lo-Reninge en de gemeenten Houthulst, Koekelare en Kortemark, tevens is het een gerechtelijk niveau waarbinnen een vredegerecht georganiseerd wordt dat bevoegd is voor de deelnemende gemeenten.

## Gerechtelijk kanton Diksmuide
Tot 2018 bestond er een gerechtelijk kanton Diksmuide. Diksmuide is een gerechtelijk kanton met zetel in Diksmuide dat een vredegerecht inricht en gelegen is in het gerechtelijk arrondissement West-Vlaanderen.
Dit gerechtelijk kanton was bevoegd voor de steden Diksmuide en Lo-Reninge en de gemeenten Houthulst, Koekelare en Kortemark.
De vrederechter is bevoegd bij gezinsconflicten, onderhoudsgeschillen, voogdij, voorlopige bewindvoering, mede-eigendommen, appartementseigendom, burenhinder ...
| Gebied           | Europese Unie    | België           | België           | België           | België           | Gent           | West-Vlaanderen | West-Vlaanderen             | West-Vlaanderen             | Diksmuide                       |                                 |                                 |                                 |
| Sociaal recht    | Hof van Justitie | Hof van Cassatie | Hof van Cassatie | Hof van Cassatie | Hof van Cassatie | Arbeidshof     | Arbeidshof      | Arbeidsrechtbank            | Arbeidsrechtbank            | Arbeidsrechtbank                | Arbeidsrechtbank                | Arbeidsrechtbank                |                                 |
| Handelsrecht     | Hof van Justitie | Hof van Cassatie | Hof van Cassatie | Hof van Cassatie | Hof van Cassatie | Hof van Beroep | Hof van Beroep  | Rechtbank van Koophandel    | Rechtbank van Koophandel    | Vredegerecht                    | Vredegerecht                    | Vredegerecht                    |                                 |
| Burgerlijk recht | Hof van Justitie | Hof van Cassatie | Hof van Cassatie | Hof van Cassatie | Hof van Cassatie | Hof van Beroep | Hof van Beroep  | Rechtbank van eerste aanleg | Rechtbank van eerste aanleg | Vredegerecht / Politierechtbank | Vredegerecht / Politierechtbank | Vredegerecht / Politierechtbank | Vredegerecht / Politierechtbank |
| Strafrecht       | Hof van Justitie | Hof van Cassatie | Hof van Cassatie | Hof van Cassatie | Hof van Cassatie | Hof van Beroep | Assisenhof      | Rechtbank van eerste aanleg | Rechtbank van eerste aanleg | Vredegerecht / Politierechtbank | Vredegerecht / Politierechtbank | Vredegerecht / Politierechtbank | Vredegerecht / Politierechtbank |

## Kieskanton Diksmuide
Het kieskanton Diksmuide ligt in het provinciedistrict Veurne-Diksmuide, het kiesarrondissement Oostende-Veurne-Diksmuide en de kieskring West-Vlaanderen. Het omvat de steden Diksmuide en Lo-Reninge en de gemeenten Houthulst, Koekelare en Kortemark en bestaat uit 23 stembureaus.
| Diksmuide        | Diksmuide        | Supranationaal         | Nationaal                         | Nationaal                 | Gemeenschap               | Gewest                    | Provincie                 | Arrondissement            | Provinciedistrict | Kanton          | Gemeente                                                 | District         |
| ---------------- | ---------------- | ---------------------- | --------------------------------- | ------------------------- | ------------------------- | ------------------------- | ------------------------- | ------------------------- | ----------------- | --------------- | -------------------------------------------------------- | ---------------- |
| Administratief   | Niveau           | Europese Unie          | België                            | België                    | Vlaanderen                | Vlaanderen                | West-Vlaanderen           | Diksmuide                 | Diksmuide         | Diksmuide       | Diksmuide, Lo-Reninge, Houthulst, Koekelare en Kortemark | -                |
| Administratief   | Bestuur          | Europese Commissie     | Belgische regering                | Belgische regering        | Vlaamse regering          | Vlaamse regering          | Deputatie                 | Deputatie                 | Deputatie         | Deputatie       | Gemeentebestuur                                          | Districtscollege |
| Administratief   | Raad             | Europees Parlement     | Kamer van volksvertegenwoordigers | Vlaams Parlement          | Vlaams Parlement          | Vlaams Parlement          | Provincieraad             | Provincieraad             | Provincieraad     | Provincieraad   | Gemeenteraad                                             | Districtsraad    |
| Kiesomschrijving | Kiesomschrijving | Nederlands Kiescollege | Kieskring West-Vlaanderen         | Kieskring West-Vlaanderen | Kieskring West-Vlaanderen | Kieskring West-Vlaanderen | Kieskring West-Vlaanderen | Oostende-Veurne-Diksmuide | Veurne-Diksmuide  | Diksmuide       | Diksmuide, Lo-Reninge, Houthulst, Koekelare en Kortemark | -                |
| Verkiezing       | Verkiezing       | Europese               | Federale                          | Federale                  | Vlaamse                   | Vlaamse                   | Provincieraads-           | Provincieraads-           | Provincieraads-   | Provincieraads- | Gemeenteraads-                                           | Districtsraads-  |